# Ibrahim Hussein
Ibrahim Hussein (Ibrahim Kipkemboi Hussein; * 3. Juni 1958 in Kapsabet im Nandi County) ist ein ehemaliger kenianischer Marathonläufer.
Hussein besuchte auf die Secondary School St. Patrick's in Iten, wo sein Lauftalent entdeckt und gefördert wurde. Er studierte Anfang der 1980er Jahre an der University of New Mexico und war in deren Sportteam als Mittelstreckenläufer aktiv. Nach seinem Studium lebte er weiterhin in Albuquerque und trainierte nun für Langstrecken.
Sein erster großer Erfolg war der Sieg beim Greifenseelauf 1985. Im selben Jahr gewann er den Honolulu-Marathon, den er auch in den beiden folgenden Jahren für sich entschied. Seine Zeit von 1986 (2:11:43 h) sollte 18 Jahre lang Streckenrekord bleiben. 1986 wurde er Vierter beim New-York-City-Marathon, und 1987 wurde er der erste afrikanische Läufer, der bei diesem Rennen triumphierte.
Im darauffolgenden Jahr trug er sich, ebenfalls als erster Afrikaner, mit einer Zeit von 2:08:43 in die Siegerliste des Boston-Marathons ein. Sein Vorsprung auf Juma Ikangaa betrug eine Sekunde; es war das bis dahin knappste Finish in der Geschichte dieses Rennens. Husseins Erfolge läuteten eine bis heute andauernde Ära ein, in der die Athleten vom schwarzen Kontinent die bedeutenden Marathons dominieren.
1989 wurde er Vierter in Boston und Zweiter in Honolulu. 1991 errang er seinen zweiten Sieg in Boston und wurde Dritter in New York. 1992 gewann er in Boston mit seiner persönlichen Bestzeit von 2:08:14 h; es war die zweitschnellste Zeit des Jahres.
Zweimal nahm er an Olympischen Spielen teil: 1988 in Seoul erreichte er nicht das Ziel, 1992 in Barcelona belegte er den 37. Platz.
Nach seiner sportlichen Karriere ließ er sich als Trainer und Geschäftsmann in Eldoret nieder.
Ibrahim Husseins jüngerer Bruder Mbarak Kipkorir Hussein ist ebenfalls ein erfolgreicher Marathonläufer.

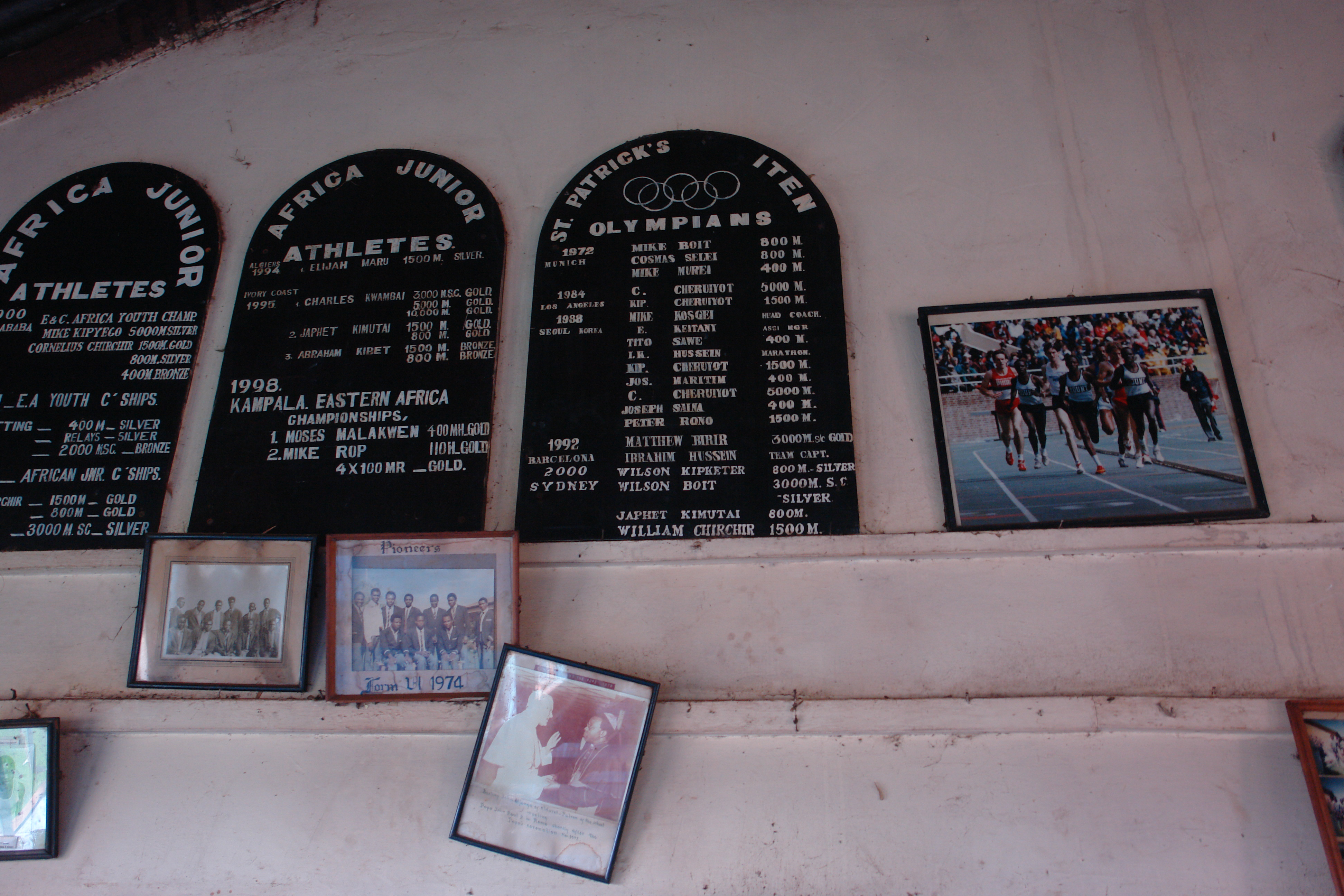
Ehrenwand für die Sportler der St. Patrick's High School Iten
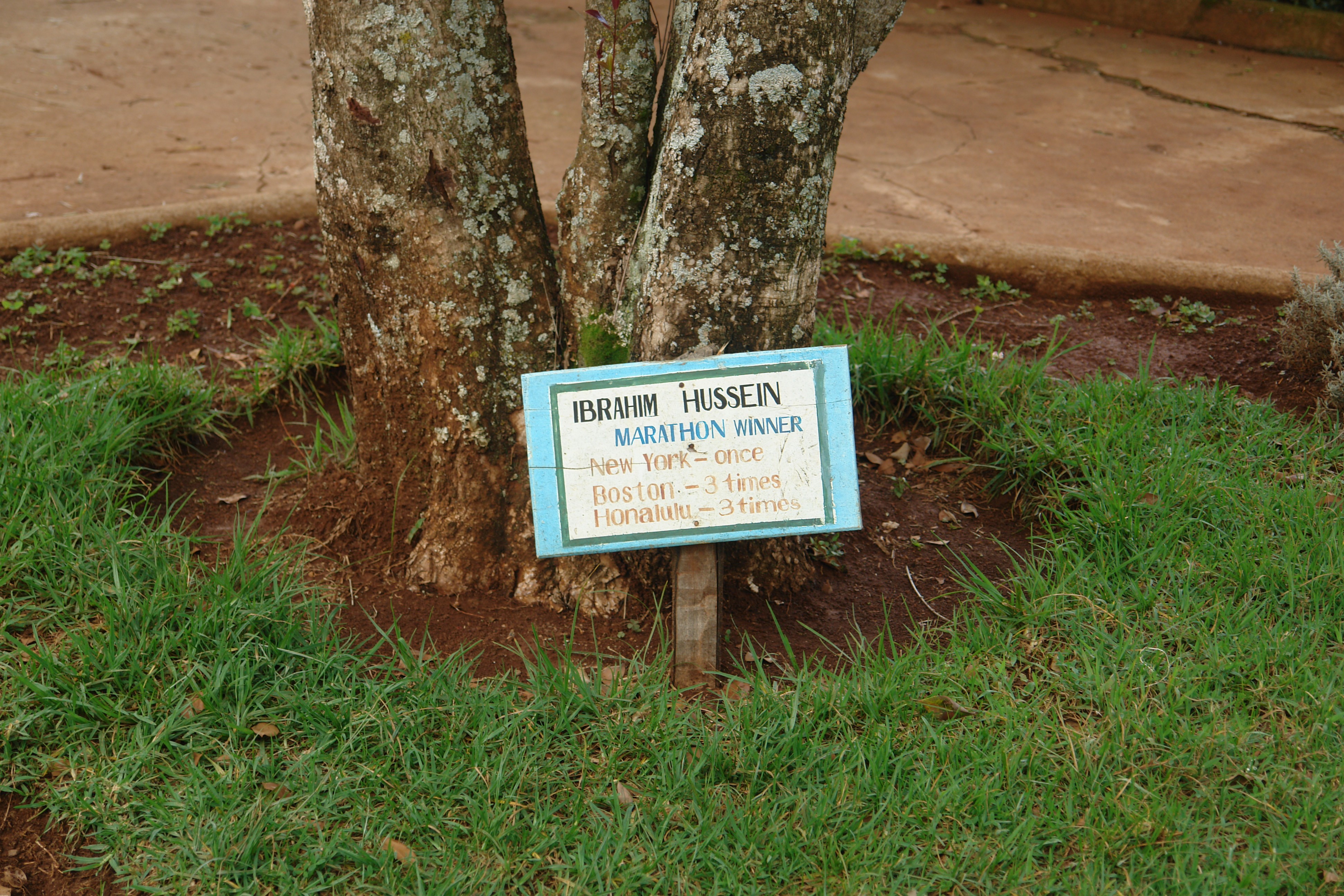
Ein Baum zu Ehren Husseins in Iten